# پایگاه هوایی اووکلند
پایگاه هوایی اووکلند (به انگلیسی: Naval Air Station Oakland) یک فرودگاه نظامی است . این فرودگاه در شهر اوکلند کشور ایالات متحده آمریکا قرار دارد و در ارتفاع ۳ متری از سطح دریا واقع شده‌است.